# Gagybátor
Gagybátor là một thị trấn thuộc hạt Borsod-Abaúj-Zemplén, Hungary. Thị trấn này có diện tích 18,77 km², dân số năm 2010 là 233 người, mật độ 12 người/km².